# Sauzelles
Sauzelles là một xã ở tỉnh Indre ở miền trung nước Pháp. Xã này có diện tích 12,86 km², dân số năm 1999 là 232 người. Khu vực này có độ cao trung bình 130 mét trên mực nước biển.

## Geography
Thị trấn này nằm trong công viên tự nhiên vùng Brenne.